# Bohuslav Trojan

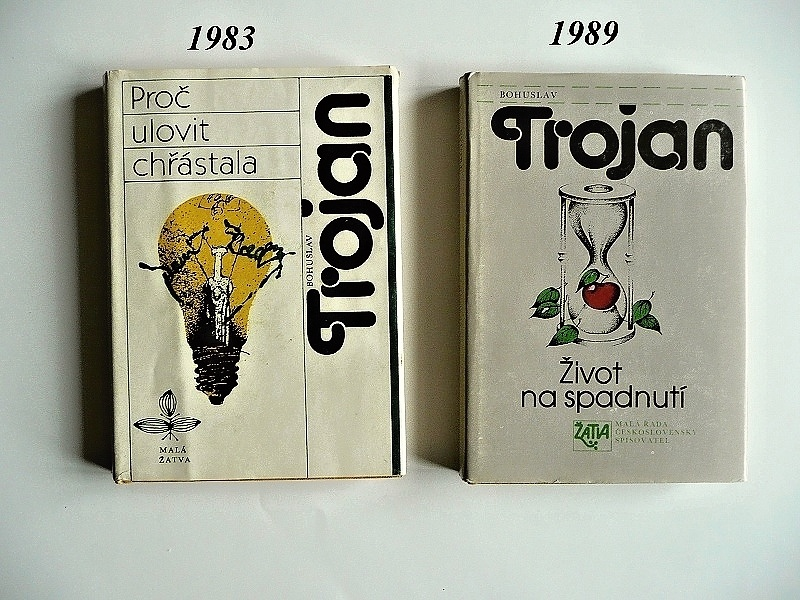
Československý spisovatel, Prvotina 1983, román 1989

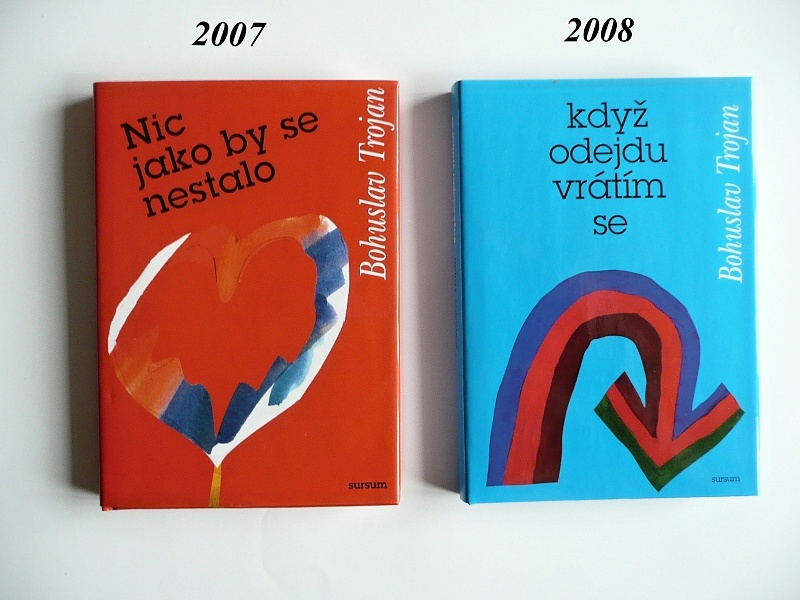
Nakladatelství Sursum, Povídky 2007, 2008

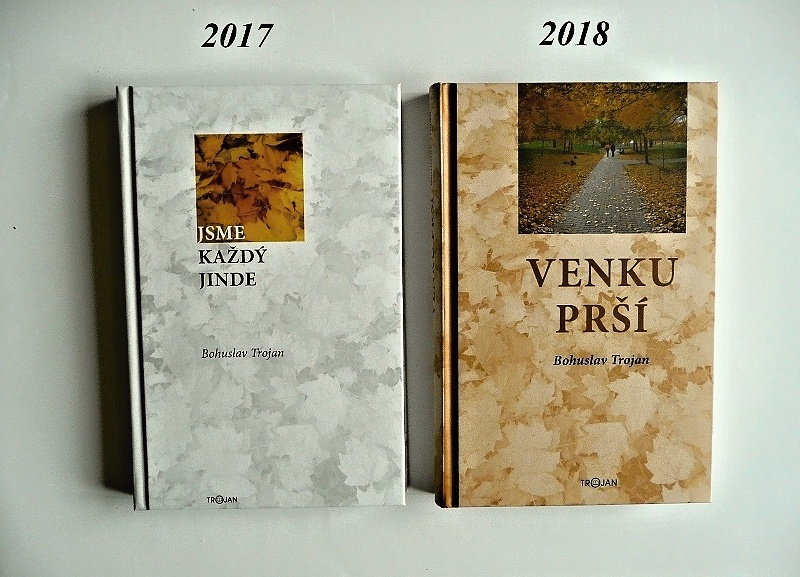
Nakladatelství Trojan Romány 2017, 2018

Bohuslav Trojan (* 13. září 1946 Čáslavice) je český spisovatel a prozaik. Mimo svou literární tvorbu se profiloval v knižním trhu i jako soukromý podnikatel, nakladatel, knihkupec a ředitel společnosti Morava distri specializované na distribuci knih.

## Život
Ing. Bohuslav Trojan se narodil v Čáslavicích u Třebíče. Po maturitě na třebíčském gymnáziu vystudoval provozně ekonomickou fakultu Vysoké školy zemědělské v Brně, kterou absolvoval ziskem akademického titul inženýr ekonom.
Následně pracoval řadu let jako ekonom družstva a vedoucí výpočetního střediska. Od roku 1985 byl zaměstnán jako vedoucí oblastního střediska Dílo, podniku Českého fondu výtvarného umění.
Po sametové revoluci se stal soukromým nakladatelem, knižním distributorem a knihkupcem. V roce 1990 založil nakladatelství Ing. Bohuslav Trojan a firmu Morava distri zaměřenou na distribuci knih. Tato společnost zajišťovala dodávky knih pro velký okruh prodejen na jihovýchodní Moravě. Současně podnikal jako knihkupec a majitel knižního velkoobchodu. V devadesátých letech 20.. století vlastnil řetězec knihkupectví v Novém Městě na Moravě, Třebíči, Telči, Žďáru nad Sázavou a Pelhřimově. V  Brně navíc provozoval knihkupectví v ulicích Šumavské a na Plachtách.
Od roku 2005 se věnuje psaní na volné noze jako spisovatel, prozaik, povídkář a novelista.

## Raná literární činnost
Svou literární dráhu začínal Bohuslav Trojan v šedesátých letech 20. století psaním krátkých povídek lyrického ladění. V počátcích své tvorby projevoval imaginativní invenci a v dílech je patrný melancholický, senzitivní a snivý naturel. Netíhl nikdy k dramatickým příběhům, překotným dějovým zápletkám či rozmáchnutému epickém vypravěčství, jeho hlavní síla spočívala spíše v hluboké meditativní sebereflexi a hájemství snové fantazie. V mládí ho silně ovlivnila četba Franze Kafky, jeho próz Zámek a Proměna a dramatiků absurdního divadla. Zároveň jej silně poznamenal krajový svéráz a spiritualita třebíčského regionu. Navštěvoval Starou Říši, kde působil Josef Florian a v období mezi dvěma světovými válkami též katoličtí autoři Bedřich Fučík, Jakub Deml, Jan Zahradníček a Jaroslav Durych. Stal se členem Společnosti Franze Kafky a angažoval se v Obci spisovatelů.
Jeho první sbírka povídek Proč ulovit chřástala (1983) prozrazovala inspiraci v četbě Franze Kafky, absurdní prózy Petera Weisse a soudobé literatury absurdna. Jeho ústředním hrdinou byl senzitivní introvert, který se podvědomě vzpíral stereotypní banalitě okolního nesmyslně institucionalizovaného prostředí. Motivy povídek vycházely ze subjektivních zážitků nitra zraňovaného nechápavým okolím. Životní pocit duchovní krize se ještě více prohloubil v druhé knížce Život na spadnutí. Snové touhy mladistvého rozpuku tu už narážely na drsnou realitu a stavěly ho před soud bilancování plného pochyb a nejistot.
Třetí próza Přeměna světa (1990) byla v nakladatelství Československý spisovatel připravena do tisku, ale šla do stoupy, aby uvolnila prostor disidentům. Vyšla jako jeden z prvních edičních počinů jeho nakladatelství Ing. Bohuslav Trojan. V bouřlivých 90. letech Trojana pohltilo podnikání v knižní distribuci, velkoobchodě i maloobchodě. Nepříznivé podmínky mladé nakladatele odrazovaly, a proto další tří knížky vyšly v režii tišnovského nakladatelství Sursum.
Jejich středobodem byl Komenského a Durychův leitmotiv duchovního bloudění, reflexe muže středního věku balancujícího mezi podnikatelským úspěchem a citovými vztahy k mladší ženě. Autorova nostalgická meditace se neustále pohybovala na hraně očekávání a depresivní beznaděje. Prodírala se tupou všednodenní banalitou a rámcovala její střípky metafyzikou biblického mýtu. Klíčovým motivem tu byl věčný koloběh bytí a biblická průpověď vanitas vanitatum et omnia vanitas: „Žijeme, chodíme, spíme, umřeme. Zůstávají věci, které nás připomínají, zůstávají fotografie, které blednou, zůstávají příhody, které se k nám vážou (…) Jsme vrženi do života a na vodní hladině se dělají kola. Je to jen okamžik v nekonečném bezbřehém moři času, v nekonečných prostorách vesmíru. Miliony milionů takových okamžiků. Světlo letí rychlostí tři sta tisíc kilometrů za vteřinu. Jaká vzdálenost je to za minutu, za hodinu, za den, za rok, za sto roků? To konce nemá. Je svět podvodní a vzduch, který dýcháme, svět náš vezdejší. A neuveď nás v pokušení. Je něco, co je nepoznatelné. Marnost nad marnost. Všechny řeky tečou do moře a moře se nepřeplní, všechny věci jsou tak únavné, že se to ani vypovědět nedá. Jsme jen malé částice věčného koloběhu.“

## Románové kroniky „podnikatelského baroka“
Literární ozvěny kráčí opožděně za životními kroky a u Trojana dospěly k vrcholu v popřevratových románech z podnikatelského prostředí. Román Jsme každý jinde (2017) podával autobiografickou zpověď událostí, jež vedly k pádu zahnívajících poměrů koncem 80. let a spustily hektickou „zlatokopskou horečku“ podnikání v dalším desetiletí. Osou dramatického konfliktu byl vztah  vypravěče Viktora k čilejšímu kamarádovi Jardovi ze studentských let. Před privatizacemi se profiloval jako stranicky prodejný ředitel pobočky státní banky, zatímco Viktor tiše a nespokojeně reptal v opozici. Za úsvitu podnikatelského jara 90. let oba začali snovat „nový podnikatelský příběh“. Jarda zprivatizoval pivovar a motel, topil se v přepychu a ztělesňoval Klausovu filosofii „dravé privatizace“. Viktor zatím založil skromnější grafické studio a živil se poctivým podnikáním. Po nadějném jaru je stihl na přelomu tisíciletí střízlivý podzim, oba se nechali vyplatit z větších firem svými společníky a podnikali v menším měřítku. Zjistili, že „zaměstnanec je tvůj dobře placený nepřítel.“ Jarda  se topil v dluzích jako mafiánský majitel motorestu a bordelu, zatímco Viktor se spokojil s menším knihkupectvím. Svou existenční situaci kvitoval mottem „Jsme každý jinde“ a shrnul povahové protiklady slovy: „Jarda se vydal za kariérou, já se protloukal na obyčejných postech stále jednou nohou v nějakém provozu, já byl blíž skutečné práci, on ve štábu, kde se kuly pikle.“
Nad celým dějem románu se snáší temný soumrak dobového astrálního blouznění, jehož nálady nejlépe tlumočila postava Lojzy, majitele mlýna a penzionu. Vypadal jako zpustošený „zarostlý hipiesák“, smolil děsivé horory a působil jako zanícený sensibil, esoterik, proutkař a psychotronik. Zapadal dobře do Trojanovy kroniky soumračného „podnikatelského baroka“. Rámcově se shodoval i s Jardovým hodnocením epochy: „Z našeho národního hospodářství zbyl akorát ten zkurvenej rozkradenej stát.“ „To se teď tak dělá, všechno zbořit, srovnat se zemí, zatlouci do země, odstranit z povrchu země a postavit panelák. I když paneláky už se nestaví,  ale to myslím obrazně, vše totalitní musí pryč a místo toho za miliardu něco nového, ošizeného, předraženého, zkorumpovaného.“ Na bezvýchodném vyznění doby se podílelo i tragické onemocnění Viktorovy manželky na akutní leukémii. S koncem harmonického láskyplného soužití se mu zhroutil všechen svět. V tomto punktu Viktor uťal svou trýznivou výpověď a začal psát řádky nového románu své tvůrčí dilogie pod názvem Venku prší (2017). Bloumal marně ulicemi a hledal v davu prchající chiméru, ladné křivky své zesnulé choti. Pokoušel se ji dohonit, sevřít její dlaň, políbit na čelo a prohodit pár slov, a brzy seznal omyl. Snažil se ho napravit omluvou, pozváním na drink a výměnou čísla telefonu s novou známostí. Rozehrával jako zkušený šachista seznamovací partie s Olgou, Hankou a Šárkou, a až ta poslední se stala jeho další životní stálicí.
Změna dobových nálad na přelomu tisíciletí se odrazila v názorových proměnách psychotronika Lojzy, který teď založil hnutí Ligy proti zlu a začal hlásat ideje sociální spravedlnosti. Podobným politickým směrem se začala ubírat i „agilní rusovláska“ Sanchezová se svým přítelem Knedlou, kteří se domáhali vydání „románu o Juanu Majstrovi “. Ukazovalo to, že se s objevením Blairovy „třetí cesty“ sektářské blouznění temné apokalyptické hermetiky začalo ubírat cestou utopií jasnějšího chiliasmu a milénialismu. Trojan byl zván na slety jejich „stranického kongresu“, ale větší sympatie ho poutaly k profesorovi, který v regálech jeho krámku hledal duchovní spřízněnce Josefa Váchala. Oba hledali temnou energii kdesi v zásvětí: „Jak je to se smrtí?  … Možná o tom může vyprávět světlo pronikající tam odtud.“ Trojan svou dilogií navazoval na pocity alienace z mládí, trpěl odcizením v záplavě absurdnosti všedního světa a hluché banality hmotné skutečnosti. Hledal z ní zoufale únik v meditativní samotě a spirituální reflexi. Cítil se v ní cizincem, mimozemšťanem uvízlým ve vězení pozemského bezdomoví. Svým srdcem ji odmítal jako upsanec říše duchovna.
Trojanovo  místo v literárním kontextu je momentálně někde v opomíjeném popředí tvůrců mimo hlavní módní proudy. Ale až bude literární historie jednou provádět audit skutečných hodnot, které umělecky ztvárnily naši dobu věrnými tahy štětce, může se díky své literární poctivosti a bravurně zvládnutým dialogům bezpochyby posunout někam více do čela.  

## Literární dílo

### Próza
- Proč ulovit chřástala. Sbírka povídek. Praha : Český spisovatel, 1983.
- Život na spadnutí. Praha : Český spisovatel, 1989.
- Přeměna světa. Třebíč : Nakladatelství Bohuslav Trojan, 1990.
- Vodní hladina s labutěmi. Tišnov : Sursum, 2002.
- Nic jako by se nestalo. Tišnov : Sursum, 2007.
- Když odejdu, vrátím se. Tišnov : Sursum, 2008.
- Čáslavický fotbal byl, je a bude. Sursum 2011.
- Jsme každý jinde. Brno : Trojan, 2017.
- Venku prší. Brno : Trojan, 2018.
- Stav vody na českých tocích. Román (připraveno k vydání).
- Deník Petra Vorla, 2025